# Oštećenje zrakoplova stranim objektom
Oštećenje zrakoplova stranim objektom (eng. Foreign object debris, Foreign Object Damage (FOD) jest oštećenje koje zrakoplovu može napraviti strano tijelo poput nekog materijala ili životinja, najčešće ptica, a od neživih, komadi predmeta koji se nađu na pisti. Oštećenje stranim objektom u najširem smislu su štete uzrokovane objektom koji nije integralni dio zrakoplova ili sustava zrakoplova, pri čemu objekt može biti od bilo koje materije i u bilo kojeg agregatnog stanja, ako ima određenu masu.

## Podjela
Oštećenje može biti na samom zrakoplovu ili sustavu zrakoplova. Oštećenja dijelimo na primarna i sekundarna. Ako ptica ili neki predmet oštete zrakoplov, bilo da je to udarom u trup ili ulaskom u motor, to je primarno oštećenje. Ako pri ovom slučaju nastane lom nekog elementa zrakoplova, tad oštećenja koja ta krhotina eventualno prouzroči na drugim sustavima zrakoplova klasificiramo kao sekundarna. 

## Štete na motoru
Štete koje nastanu na motoru mogu biti vrlo opasne. One mogu nastati kolizijom ili usisavanjem stranog objekta u motor. Turbomlazni motor vrlo su osjetljivi na ovo, jer hazard koje donosi usisavanje objekta u motor može prouzročiti znatno smanjenje snage motora, zatvaranje protoka zraka, prekomjerne radne temperature motora, gašenje motora, povećanih vibracija, u gorim scenarijima i eksploziju, požar, dezintegraciju motora itd. 
Općenito su mlazni motori s otvorenim usisnikom osjetljivi na koliziju s pticama, jer je velika vjerojatnost usisavanja ostataka mase ptice ili čak dijela jata ptica.
Radi prevencije nastanka nesreće zbog kolizije zrakoplovna struktura mora udovoljiti strukturalnoj čvrstoći, istrajnosti, krutosti itd. (Aiframe Structure Integrity Program - FAR/JAR 21; 23; 25; 27; 29) radi homologiranja. Da bi zrakoplov mogao biti homologiran, mora proći "test usisavanja" (eng. ingestion test).
Štete koje na suvremenim zrakoplovima kolizija može napraviti vrlo su velike, makar da jedino oštećenje koje proizađe iz kolizije bude oštećenje od udara. Samo jedna turbinska lopatica skupa je koliko prosječni novi automobil.

## Kolizije s pticama
Kolizija su u pravilu s pticama, osim u iznimnim slučajevima. U pravilu se zbivaju u blizini zemljine površine unutar "kontroliranog aerodromskog područja", zbog čega je let zrakoplova u blizini zemljine površine najkritičniji segment leta. Najviše je sudara zabilježeno u fazi polijetanja, penjanja zrakoplova nakon polijetanja i u fazi prilaza za slijetanje. Sudari su uglavnom s prednje strane zrakoplova i to napadnim rubom krila, "radome" ili u motor zrakoplova.
U Hrvatskoj najveću opasnost predstavljaju riječni (Zagreb) i morski galebovi (Split). Godišnji prosjek je dvadesetak sudara s velikim transportnim zrakoplovima.

### Kolizija ptica s trupom
Zbog više razloga kolizija ptice s trupom zrakoplova nisu toliko opasne kao s motorom. Dodatno ojačana napadna ivica zrakoplova metalne je konstrukcije pa pri koliziji ne nastaju znatna oštećenja ni deformacije. Posljedica sudara je da ptica bude odbačena u stranu, a sva oštećenja koja nastanu jesu ogrebotine ili udubljenja. 

### Kolizije ptica s nosom zrakoplova
Nos trupa zrakoplova ili radome nešto je osjetljiviji jer je od kompozitnog materijala. Posljedica sudara je odbacivanje ptice u stranu. Primarna oštećenja su ogrebotine, udubljenja ali i moguća napuknuća. Veći problem nastaje sudarom u sam vrh nosa, koji je slaba točka konusa nosa. Tada kompozitni materijal zbog udara popuca i nastaju veća udubljenja.
Oštećenja se lako može uočiti i sanirati, lako su popravljiva, uglavnom nema popratnih i naknadnih sekundarnih ili prikrivenih oštećenja. Saniranje može biti privremeno, a konačni popravak odgoditi i za poslije, ovisno o naravi i težini oštećenja. Ako je više oštećen, radome je zamjenjiv.

### Kolizije ptica s vjetrobranom
Ugradbeni kut i višeslojnost stakla vjetrobrana znatno smanjuje opasnost od šteta pri koliziji s pticom, s obzirom na brzinu i masu u osjetljivim fazama leta. Velika je vjerojatnost da će nakon kolizije ptica biti odbačena u stranu ili preko trupa zrakoplova.  
Oštećenja se lako može uočiti i sanirati, lako su popravljiva, uglavnom nema popratnih i naknadnih sekundarnih ili prikrivenih oštećenja. Saniranje može biti privremeno, a konačni popravak odgoditi i za poslije, ovisno o naravi i težini oštećenja.

### Kolizije ptica s upravljačkim površinama ili površinama za generiranje dodatnog uzgona
Upravljačke površiname odnosno površine za generiranje dodatnog uzgona osjetljiva su točka. Kolizija s pticom može prouzročiti zaglavljivanje ili umanjenje djelotvornosti. Ipak, jer ih štiti prednja površina strukture zrakoplova iza koje se te površine nalaze, rizik je iznimno mali. Oštećenja se lako može uočiti i sanirati, lako su popravljiva, uglavnom nema popratnih i naknadnih sekundarnih ili prikrivenih oštećenja. Saniranje može biti privremeno, a konačni popravak odgoditi i za poslije, ovisno o naravi i težini oštećenja.